# 俺の妹がこんなに可愛いわけがないのディスコグラフィ
『俺の妹がこんなに可愛いわけがないのディスコグラフィ』（おれのいもうとがこんなにかわいいわけがないのディスコグラフィ）は、テレビアニメ『俺の妹がこんなに可愛いわけがない』の関連CDについて記述する。発売元はアニプレックス。

## サウンドトラック
2011年1月12日に発売されたテレビアニメ『俺の妹がこんなに可愛いわけがない』のサウンドトラック。作曲家・神前暁初のテレビアニメサウンドトラックCDである。ClariSが歌う、オープニングテーマ「irony」のTVサイズも収録している。オープニングテーマ「irony -TV Mix-」（ClariS）と劇中アニメ「星くず☆うぃっちメルル」テーマソング「めてお☆いんぱくと」（歌：田村ゆかり）も収録している
収録曲
| 特記の無い曲は神前暁作曲。 |                                                 |            |            |       |
| #                          | タイトル                                        | 作詞       | 作曲・編曲 | 時間  |
| 1.                         | 「irony -TV Mix-」(歌：ClariS)                  | kz         | kz         | 1:33  |
| 2.                         | 「一日のはじまり」                              |            |            | 1:34  |
| 3.                         | 「俺の妹が(ry」                                 |            |            | 1:36  |
| 4.                         | 「バカ兄貴!」                                   |            |            | 1:53  |
| 5.                         | 「兄貴の日常」                                  |            |            | 1:33  |
| 6.                         | 「ageて行こう!」                                |            |            | 1:42  |
| 7.                         | 「深窓の令嬢」                                  |            |            | 1:28  |
| 8.                         | 「これがオタクの生きる道」                      |            |            | 1:35  |
| 9.                         | 「黒猫はタンゴ」                                |            |            | 1:36  |
| 10.                        | 「＼(^o^)/」                                    |            |            | 1:42  |
| 11.                        | 「幼なじみ」                                    |            |            | 1:38  |
| 12.                        | 「ぽかーん」                                    |            |            | 1:40  |
| 13.                        | 「ひととき」                                    |            |            | 1:47  |
| 14.                        | 「骨折り損」                                    |            |            | 1:47  |
| 15.                        | 「右往左往」                                    |            |            | 1:38  |
| 16.                        | 「滑り込みセーフ!?」                            |            |            | 1:23  |
| 17.                        | 「アキハバラマーチ」                            |            |            | 2:01  |
| 18.                        | 「オタクは辛いよ」                              |            |            | 1:36  |
| 19.                        | 「gdgd」                                        |            |            | 1:57  |
| 20.                        | 「暗雲」                                        |            |            | 2:03  |
| 21.                        | 「すれ違い」                                    |            |            | 1:45  |
| 22.                        | 「痛み」                                        |            |            | 1:45  |
| 23.                        | 「よかったね」                                  |            |            | 2:00  |
| 24.                        | 「とある日常の背景音楽」                        |            |            | 1:44  |
| 25.                        | 「wktk」                                        |            |            | 1:42  |
| 26.                        | 「午後のティータイム」                          |            |            | 1:33  |
| 27.                        | 「ジト目」                                      |            |            | 1:31  |
| 28.                        | 「しっとり」                                    |            |            | 1:47  |
| 29.                        | 「落胆」                                        |            |            | 1:32  |
| 30.                        | 「嫌悪感」                                      |            |            | 1:44  |
| 31.                        | 「決意」                                        |            |            | 2:05  |
| 32.                        | 「緊迫」                                        |            |            | 1:32  |
| 33.                        | 「ピンチ!」                                     |            |            | 1:34  |
| 34.                        | 「くぁwせdrftgyふじこlp」                       |            |            | 1:38  |
| 35.                        | 「通じ合えた心」                                |            |            | 2:07  |
| 36.                        | 「帰り道」                                      |            |            | 1:54  |
| 37.                        | 「一件落着」                                    |            |            | 2:01  |
| 38.                        | 「めてお☆いんぱくと」(歌：メルル（田村ゆかり）) | 伏見つかさ | 神前暁     | 1:32  |
| 合計時間:                  | 合計時間:                                       | 合計時間:  | 合計時間:  | 65:08 |

## コンピレーション・アルバム

### 〜俺の妹がこんなに可愛いわけがないComplete Collection+〜俺妹コンプ+!
2011年12月7日に発売されたテレビアニメ『俺の妹がこんなに可愛いわけがない』のコンピレーション・アルバム。エンディングテーマ全16曲とPSP「俺の妹がこんなに可愛いわけがない ポータブル」エンディング楽曲を再ミックスして完全収録。さらに、桐乃（竹達彩奈）と黒猫（花澤香菜）による新録ボーナストラック3曲を追加収録している。
収録曲
Disc1
1～16曲目はアニメ第1期エンディングテーマを収録（テレビシリーズ第1期BD/DVD各巻限定版特典キャラクターソングCDより再録）。17曲目は俺の妹がこんなに可愛いわけがない ポータブルエンディングテーマを再ミックス。
1. 妹プリ〜ズ! [4:03]
歌：高坂桐乃（竹達彩奈）
作詞・作曲 - TRI-ReQ（作詞 - MNW / 作曲 - Hoso-Q） / 編曲 - TRI-ReQ、KAZU
2. Shine! [4:02]
歌：高坂桐乃（竹達彩奈）
作詞 - mayupin / 作曲 - クマロボ / 編曲 - クマロボ、yamazo
3. ほらいずむ [4:41]
歌：高坂桐乃（竹達彩奈）
作詞・作曲 - とーま / 編曲 - project RAS、yamazo
4. 白いココロ [6:33]
歌：新垣あやせ（早見沙織）
作詞・作曲 - Taishi / 編曲 - Taishi、ACOMPANAR
5. オレンジ [4:39]
歌：高坂桐乃（竹達彩奈）
作詞・作曲 - hanawaya / 編曲 - hanawaya、yamazo
6. マエガミ☆ [3:35]
歌：田村麻奈実（佐藤聡美）
作詞・作曲 - arata / 編曲 - arata、ACOMPANAR
7. Masquerade! [4:15]
歌：黒猫（花澤香菜）
作詞・作曲 - テトラproject / 編曲 - テトラproject、ACOMPANAR
8. カメレオンドーター [4:05]
歌：沙織・バジーナ（生天目仁美）
作詞・作曲 - やしきん / 編曲 - やしきん、yamazo
9. 好きなんだもん! [3:43]
歌：高坂桐乃（竹達彩奈）
作詞 - 有馬美咲 / 作曲 - 上月幻夜 / 編曲 - 上月幻夜、ACOMPANAR
10. いいえ、トムは妹に対して性的な興奮をおぼえています [3:24]
歌：来栖加奈子（田村ゆかり）
作詞・作曲 - さつき が てんこもり / 編曲 - さつき が てんこもり、ACOMPANAR
11. アキハバラ☆だんす☆なう!! [3:29]
歌：高坂桐乃（竹達彩奈）、黒猫（花澤香菜）、沙織・バジーナ（生天目仁美）
作詞・作曲 - やしきん / 編曲 - やしきん、yamazo
12. ただいま。 [4:30]
歌：高坂桐乃（竹達彩奈）
作詞 - こだまさおり / 作曲・編曲 - 神前暁
13. READY [4:14]
歌：高坂桐乃（竹達彩奈）
作詞・作曲 - encounter+ / 編曲 - encounter＋、yamazo
14. †命短し恋せよ乙女† [4:24]
歌：黒猫（花澤香菜）
作詞・作曲 - mitsu / 編曲 - mitsu、ACOMPANAR
15. 贖罪のセレナーデ [4:16]
歌：黒猫（花澤香菜）、高坂京介（中村悠一）
作詞・作曲 - ネロス / 編曲 - ネロス、yamazo
16. keep on runnin [4:03]
歌：高坂桐乃（竹達彩奈）
作詞・作曲 - 川口祥吾 / 編曲 - 川口祥吾、yamazo
17. SECRET×2 [3:47]
歌：高坂桐乃（竹達彩奈）
作詞 - 7chi子♪ / 作曲 - Taisho / 編曲 - Taisho、yamazo

Disc2
1. irony -TV Mix- [1:36]
歌：ClariS
作詞・作曲・編曲 - kz
2. Holiday!（ボーナストラック） [5:05]
歌：高坂桐乃（竹達彩奈）
作詞・作曲 - hanawaya / 編曲 - yamazo
3. Holiday!（ボーナストラック） [4:23]
歌：黒猫（花澤香菜）
作詞 - 古屋真 / 作曲 - yamazo / 編曲 - 流歌 、yamazo
4. WONDERFUL GIRL（ボーナストラック） [5:24]
歌：高坂桐乃（竹達彩奈）、黒猫（花澤香菜）
作詞 - arata、yamazo / 作曲 - yamazo / 編曲 - ACOMPANAR
5. めてお☆いんぱくと（Full Version） [3:48]
歌：メルル（田村ゆかり）
作詞 - 伏見つかさ / 作曲・編曲 - 神前暁

### 〜俺の妹がこんなに可愛いわけがない。Complete Collection+〜俺妹コンプ。+!
2013年に放送されたテレビアニメ第2期の「俺の妹がこんなに可愛いわけがない。」のエンディングテーマ全16曲に、オープニングテーマ「reunion」、挿入歌「ぷらねっと☆ばーすと」のフルバージョン、PS3用ソフト『俺の妹がこんなに可愛いわけがない。 ハッピーエンド』のテーマソング「morning morning」などを加えた全23曲を収録して、2017年4月26日に発売された。
収録曲
Disc1
アニメ第2期エンディングテーマを収録（テレビシリーズ第2期BD/DVD各巻限定版特典キャラクターソングCDより再録）。
1. 感情線loop [3:44]
歌：高坂桐乃（竹達彩奈）
こだまさおり / 作曲・編曲 - 田中秀和（MONACA）
2. フィルター [4:14]
歌：新垣あやせ（早見沙織）
作詞・作曲 - mampuku / 編曲 - mampuku、八木雄一、流歌
3. ずっと… [3:55]
歌：沙織・バジーナ（生天目仁美）、高坂桐乃（竹達彩奈）、黒猫（花澤香菜）
作詞・作曲 - 及川康平 / 編曲 - 及川康平、千葉"naotyu-"直樹
4. ほねすと☆ラプソディー [4:07]
歌：高坂桐乃（竹達彩奈）
作詞・作曲 - アルク / 編曲 - アルク、Meis Clauson
5. Keep [4:27]
歌：高坂桐乃（竹達彩奈）
作詞 - りおと / 作曲 - 西島尊大 / 編曲 - 西島尊大、千葉"naotyu-"直樹
6. モノクロ☆HAPPY DAY [3:43]
歌：黒猫（花澤香菜）
作詞 - 涌澤崇史 / 作曲 - 立川直樹 / 編曲 - 立川直樹、流歌、牧野信博
7. きょうもしあわせ [3:21]
歌：五更珠希（小倉唯）
作詞 - Noël / 作曲 - ふわP（すとり） / 編曲 - れいな、千葉"naotyu-"直樹
8. 刹那のDestiny [4:36]
歌：黒猫（花澤香菜）
作詞 - sheep_clever / 作曲 - ままごとP / 編曲 - ままごとP、ACOMPANAR
9. answer [4:01]
歌：高坂桐乃（竹達彩奈）
作詞 - 煌々 / 作曲・編曲 - satsuki
10. 星くずこすぷれ☆うぃっち!です!・おめが [3:43]
歌：ブリジット・エヴァンス（久野美咲）
作詞・作曲 - A than_Lily / 編曲 - A than_Lily、ACOMPANAR
11. ありふれた未来へ [4:49]
歌：田村麻奈実（佐藤聡美）
作詞 - ミハネ / 作曲 - 高橋俊 / 編曲 - 高橋俊、安斎孝秋
12. 想うコト [4:15]
歌：新垣あやせ（早見沙織）
作詞・作曲 - しっこく / 編曲 - しっこく、千葉"naotyu-"直樹
13. ホントの気持ち [4:07]
歌：高坂桐乃（竹達彩奈）、田村麻奈実（佐藤聡美）
作詞・作曲 - にしだゆうすけ / 編曲 - にしだゆうすけ、でか大
14. The last ceremony [4:09]
歌：黒猫（花澤香菜）
作詞・作曲 - Ray / 編曲 - Ray、流歌
15. will [3:55]
歌：高坂桐乃（竹達彩奈）
作詞・作曲 - sequel / 編曲 - sequel、ACOMPANAR
16. Thank You [4:27]
歌：高坂桐乃（竹達彩奈）
作詞 - ちばけんいち / 編曲 - 千葉"naotyu-"直樹、ちばけんいち

Disc2
1. irony [4:19]
歌：ClariS
作詞・作曲・編曲 - kz
2. reunion [4:52]
歌：ClariS
作詞・作曲・編曲 - kz
3. ぷらねっと☆ばーすと（Full Version） [4:10]
歌：メルル（田村ゆかり）
作詞 - 伏見つかさ / 作曲 - 神前暁 / 編曲 - 神前暁、広川恵一
4. Morning Morning!! [4:26]
歌：高坂桐乃（竹達彩奈）
作詞・作曲・編曲 - Yugo Ichikawa
5. ほねすと☆ラプソディー -REMIX ver.- [4:02]
歌：高坂桐乃（竹達彩奈）
作詞・作曲 - アルク / Remix - yamazo
6. The last ceremony -REMIX ver.- [3:56]
歌：黒猫（花澤香菜）
作詞・作曲・編曲 - Ray / Remix - 山田和裕
7. 想うコト -REMIX ver.- [4:59]
歌：新垣あやせ（早見沙織）
作詞・作曲 - しっこく / Remix - 流歌

## BD・DVD特典CD
Blu-ray、DVDの完全生産限定版特典CD。以下の収録楽曲は全て上記のコンピレーション・アルバムに再録された。
| 巻    | 発売日         | 収録曲                                               | 歌                                                                   | 使用話               |
| 第1期 | 第1期          | 第1期                                                | 第1期                                                                | 第1期                |
| ----- | -------------- | ---------------------------------------------------- | -------------------------------------------------------------------- | -------------------- |
| 1     | 2010年12月22日 | 「妹プリ〜ズ！｣                                      | 高坂桐乃（竹達彩奈）                                                 | 第1話                |
| 1     | 2010年12月22日 | 「Shine！」                                          | 高坂桐乃（竹達彩奈）                                                 | 第2話                |
| 2     | 2011年1月26日  | 「ほらいずむ」                                       | 高坂桐乃（竹達彩奈）                                                 | 第3話                |
| 2     | 2011年1月26日  | 「白いココロ」                                       | 新垣あやせ（早見沙織）                                               | 第4話                |
| 3     | 2011年2月23日  | 「オレンジ」                                         | 高坂桐乃（竹達彩奈）                                                 | 第5話                |
| 3     | 2011年2月23日  | 「マエガミ☆」                                        | 田村麻奈実（佐藤聡美）                                               | 第6話                |
| 4     | 2011年4月6日   | 「Masquerade !」                                     | 黒猫（花澤香菜）                                                     | 第7話                |
| 4     | 2011年4月6日   | 「カメレオンドーター」                               | 沙織・バジーナ（生天目仁美）                                         | 第8話                |
| 5     | 2011年4月27日  | 「好きなんだもん！」                                 | 高坂桐乃（竹達彩奈）                                                 | 第9話                |
| 5     | 2011年4月27日  | 「いいえ、トムは妹に対して性的な興奮を覚えています」 | 来栖加奈子（田村ゆかり）                                             | 第10話               |
| 6     | 2011年5月25日  | 「アキハバラ☆だんす☆なう!!」                         | 高坂桐乃（竹達彩奈）、黒猫（花澤香菜）、沙織・バジーナ（生天目仁美） | 第11話               |
| 6     | 2011年5月25日  | 「ただいま。」                                       | 高坂桐乃（竹達彩奈）                                                 | 第12話（GOOD END）   |
| 7     | 2011年6月22日  | 「READY」                                            | 高坂桐乃（竹達彩奈）                                                 | 第12話（TRUE ROUTE） |
| 7     | 2011年6月22日  | 「†命短し恋せよ乙女†」                               | 黒猫（花澤香菜）                                                     | 第13話               |
| 8     | 2011年7月27日  | 「贖罪のセレナーデ」                                 | 黒猫（花澤香菜）、高坂京介（中村悠一）                               | 第14話               |
| 8     | 2011年7月27日  | 「keep on runnin」                                   | 高坂桐乃（竹達彩奈）                                                 | 第15話               |
| 第2期 |                |                                                      |                                                                      |                      |
| 1     | 2013年6月19日  | 「感情線loop」                                       | 高坂桐乃（竹達彩奈）                                                 | 第1話                |
| 1     | 2013年6月19日  | 「フィルター」                                       | 新垣あやせ（早見沙織）                                               | 第2話                |
| 2     | 2013年7月24日  | 「ずっと…」                                          | 沙織・バジーナ（生天目仁美）、高坂桐乃（竹達彩奈）、黒猫（花澤香菜） | 第3話                |
| 2     | 2013年7月24日  | 「ほねすと☆ラプソディー」                            | 高坂桐乃（竹達彩奈）                                                 | 第4話                |
| 3     | 2013年8月21日  | 「Keep」                                             | 高坂桐乃（竹達彩奈）                                                 | 第5話                |
| 3     | 2013年8月21日  | 「モノクロ☆HAPPY DAY」                               | 黒猫（花澤香菜）                                                     | 第6話                |
| 4     | 2013年9月25日  | 「きょうもしあわせ」                                 | 五更珠希（小倉唯）                                                   | 第7話                |
| 4     | 2013年9月25日  | 「刹那のDestiny」                                    | 黒猫（花澤香菜）                                                     | 第8話                |
| 5     | 2013年10月23日 | 「answer」                                           | 高坂桐乃（竹達彩奈）                                                 | 第9話                |
| 5     | 2013年10月23日 | 「星くずこすぷれ☆うぃっち！です！・おめが」          | ブリジット・エヴァンス（久野美咲）                                   | 第10話               |
| 6     | 2013年11月27日 | 「ありふれた未来へ」                                 | 田村麻奈実（佐藤聡美）                                               | 第11話               |
| 6     | 2013年11月27日 | 「想うコト」                                         | 新垣あやせ（早見沙織）                                               | 第12話               |
| 7     | 2013年12月25日 | 「ホントの気持ち」                                   | 高坂桐乃（竹達彩奈）、田村麻奈実（佐藤聡美）                         | 第13話               |
| 7     | 2013年12月25日 | 「The last ceremony」                                | 黒猫（花澤香菜）                                                     | 第14話               |
| 8     | 2014年1月22日  | 「will」                                             | 高坂桐乃（竹達彩奈）                                                 | 第15話               |
| 8     | 2014年1月22日  | 「Thank You」                                        | 高坂桐乃（竹達彩奈）                                                 | 第16話               |